# André Gaupillat
André François Gaupillat est un industriel français né le 2 décembre 1806 à Tonnerre (Yonne), et mort le 10 septembre 1874 à Paris 6e, qui s'était installé dans le quartier ancien dit du Bas-Meudon, au XIXe siècle.
Il est le premier d'une longue lignée de dirigeants des établissements Gaupillat, connus notamment pour leurs cartouches de chasse.

## Biographie
En 1835, il s'installe à Meudon dans le quartier du Bas-Meudon en reprenant 3 capsuleries. Quatre générations d'industriels vont y développer leurs activités de cartoucherie puis d'étampage.
Dernier témoignage vivant de cette histoire, la fabrique Gaupillat, située au 43 bis route de Vaugirard à Meudon. Elle a fonctionné de l'année 1890 à sa fermeture en 1997. La fabrique Gaupillat un exemple de construction métallique en fer de la fin du XIXe siècle. Les poteaux et les fermes de treillis sont rivetés, supportant les sheds que domine une très belle cheminée de brique, témoin de l'époque où la vapeur était reine, encore pourvue de son couronnement en bulbe orné de pendentifs. Véritable lieu de mémoire et dernier patrimoine du Val de Seine, la Fabrique Gaupillat est menacée de destruction dans le cadre d'un plan de requalification de quartier.
François André Gaupillat est le premier d'une génération d'industriels qui vont s'implanter dans le quartier ancien du Bas-Meudon.

### L'installation dans le Bas-Meudon
Le 1er janvier 1835, André Gaupillat créé sa première entreprise, dans le quartier du Bas-Meudon, en réunissant trois capsuleries : la société Gaupillat, Illig, Guïndorff et Massé s’installe au 41 route de Vaugirard. Après seulement quatre mois d’activités, les riverains, dont fait partie le fameux dramaturge Eugène Scribe, craignent les accidents et réussissent à faire cesser la manutention de poudre et de produits chimiques dangereux. La capsulerie devient l’annexe de la capsulerie des Bruyères de Sèvres. Sur le site des Bruyères, on fabrique la poudre fulminante et on procède au remplissage des capsules. La fabrique du Bas-Meudon est destinée à la fabrication de ces capsules en cuivre. À cette date, la fabrique emploie une centaine d’ouvriers et connaît un grand développement.
En 1838, le conseil de la salubrité et la mairie de Meudon constatent que les transformations demandées lors d’une inspection en 1836 n’ont pas été effectuées. Gaupillat est menacé de fermeture. Les travaux sont enfin réalisés en 1839.
En 1844, l’établissement emploie 160 personnes, dont 90 hommes (payés 2,50 à 6 francs par jour) et 70 femmes (payées entre 1,30 et 2,50 francs par jour). Les enfants en dessous de 6 ans n’y travaillent pas. La fabrique dispose alors de 11 métiers à œillets utilisés pour fixer les unes sur les autres des pièces de métal, 22 laminoirs, 38 mécaniques à capsules, un appareil à distiller chauffé à la vapeur, 12 presses à charger les capsules, plusieurs fourneaux, 4 forges, 2 fours, 1 machine à vapeur d’une puissance de 12 chevaux, 3 moulins (à eau, à vent, à manège), 2 chevaux et 2 bœufs.
En 1860, l’activité de Gaupillat, dans le Bas-Meudon, prend de plus en plus d’importance. André Gaupillat va même jusqu’à acheter les terrains mitoyens à la fabrique et installe une nouvelle chaudière et une nouvelle cheminée.
Toujours aussi inquiets, les riverains déposent des plaintes sur le bureau du Maire, décidés à faire fermer l’établissement. Depuis son installation dans le quartier du Bas-Meudon, Gaupillat est en conflit permanent avec les habitants mais parvient toujours à préserver son activité.
Au début de l’année 1870, la capsulerie Gaupillat emploie 65 ouvriers, dont 55 sont occupés à plein temps. Les rapports de la mairie de Meudon signalent que les relations entre ouvriers et dirigeants sont aisés et que la production s’écoule bien.
Les années suivantes sont celles du ralentissement. La capsulerie du 41 route de Vaugirard connaît des difficultés : les ventes sont lentes, les stocks s’écoulent mal et les ouvriers connaissent des périodes de chômages à répétition. Les relations entre les employés et les dirigeants se dégradent.
Dans les années 1880, les Gaupillat, par l’intermédiaire de Victor-Ernest, le fils d’André, créent, avec Jules Gévelot, la Société Française des Munitions de Chasse, de Tir et de Guerre (SFM) mais perdent, aussi, des contrats dont ceux qui les liaient au ministère de la Guerre. La fabrique entre en période d’organisation et n’emploie plus que 28 ouvriers. Rien ne va plus et c’est à cette période que Gévelot rachète les parts de la SFM à Gaupillat.
L’année 1888 est celle de la sortie du tunnel : les productions repartent dans l’année. Gaupillat se remet à établir des contrats mais avec le Ministère de la Marine. Ils produisent pour les établissements Hotchkiss et la Société des Forges et Chantiers de la Méditerranée (SFCM).
À la fin du XIXe, le 41 route de Vaugirard est laissé à Gévelot. Marcel Gaupillat, fils de Victor Ernest, préfère se concentrer sur la nouvelle fabrique qu’il a édifiée au 43 route de Vaugirard sur les lieux mêmes de la maison familiale.

### Les grands débuts de l'aventure familiale
Dans les années 1850, André Gaupillat achète une maison bourgeoise au 43 route de Vaugirard qui deviendra pendant plus d’un siècle le « domaine familiale ». À cette adresse, on ne trouve pas seulement un lieu de vie. Les Gaupillat y installent une fabrique qui va connaître un grand développement.
André Gaupillat laisse la maison à son fils ainé, Victor Ernest, qui va s’y établir avec sa jeune épouse, Jenny Cheilley. C’est là que vont naître les deux héritiers de la famille. Le 10 avril 1860, Marcel Auguste Adrien vient au monde suivi, le 29 janvier 1862, de Gabriel Marie Nicolas.
André Gaupillat meurt en 1874 et est enterré au cimetière du Père-Lachaise (70e division). Il laisse les rênes des affaires familiales à Victor Ernest.
Victor Ernest fait ses études à l'École centrale et à l’Université de Heidelberg en Allemagne. Il revient en France et s’associe à son père André. En 1878, il continue l’œuvre d’agrandissement de son père et rachète les parts de l’associé de ce dernier dans la société Gaupillat, Illig, Guïndorff et Massé. Il prend définitivement le contrôle des établissements Gaupillat et leur donne le nom de Gaupillat et Cie. Il obtient l’autorisation d’établir une fabrique de munitions qu’il installe au 43 route de Vaugirard sur les lieux mêmes du domaine familial. Victor Ernest va donner une impulsion définitive à l’affaire.
Durant l’Exposition universelle de 1878 à Paris, où on compte aussi la présence de Remington, on le considère comme un « fabricant important de cartouches de chasse et de guerre ». La fabrique du 43 route de Vaugirard produit des dispositifs pour l’amorçage des cartouches à percussion centrale et pour les amorces à dynamites.
En 1884, Victor Ernest poursuit l’œuvre de son père et créé, en collaboration avec Jules Gévelot, la SFM. Parallèlement, la fabrique du 41 route de Vaugirard connaît des difficultés et est en restructuration pour perte de contrat. La société Gaupillat et Cie semble être en perte de vitesse.
Victor Ernest meurt en 1889 et laisse l’entreprise familiale à ses deux fils, Marcel et Gabriel. En 1890, ils créent un nouvel établissement pour armes portatives connu sous le nom de Marcel Gaupillat. À la différence de leur père, les frères Gaupillat font produire sur commandes et à partir de tracés fournis par les commanditaires. Des contrats sont signés avec l’État ou des industriels fabricants d’armes. Le siège social de leur société est établi à Paris.
Avec Marcel et Gabriel, c’est une nouvelle sorte de dirigeants qui apparait. En plus de leur activité industrielle, ils vont s’adonner à un loisir peu commun : la spéléologie. Ils vont d’ailleurs devenir les découvreurs du gouffre de Padirac avec leur cousin Martel.
En 1891, les frères Gaupillat utilisent la fabrique du 43 pour la fabrication des douilles en laiton pour canons à tir rapide. Les ventes sont faites soit à l’État soit à des industriels fabricants des armes. L’année 1891 annonce aussi la naissance de Jean Gaupillat, fils héritier de Marcel Gaupillat et de son épouse Anne Bouret.
En 1892, Marcel Gaupillat demande l’autorisation d’exploiter un atelier d’emboutissage de métaux et de dérochage de cuivre au 43 route de Vaugirard et étend ses activités en construisant l’usine du 43 bis.
La maison bourgeoise accueille la famille Gaupillat jusque dans les années 1950. Le terrain est mis en vente à la fin de ces années 1950 à la mairie de Meudon. La maison familiale est détruite dans les années 1970 pour voir édifier le groupe d’habitation « les Rivières »

### La première usine: les établissements Marcel Gaupillat
Fondée en 1890, la cartoucherie Marcel Gaupillat a pour siège social Paris. Mais c’est dans le quartier du Bas-Meudon, au 43 bis route de Vaugirard nouvellement édifié, que se fait la production. Cette usine est l’exemple de construction métallique en fer de la fin du XIXe siècle. Les poteaux et les fermes de treillis sont rivés et supportent les sheds dominés par une cheminée en brique qui n’est plus visible aujourd’hui.
L’établissement Marcel Gaupillat fabrique des amorces, des cartouches de chasses, des bouchons de grenades et des détonateurs. Tout comme au temps d’André et de Victor Ernest, la fabrique du 43 bis route de Vaugirard ne dispose pas de poudres. On y produit des capsules et des cartouches vides. Une fois produites les capsules sont transportées, par voiture à cheval, entre le Bas-Meudon et la maison Gaupillat basée à Sèvres. Les déchets de la fabrique suivent le même chemin et sont incinérés dans l’usine des Bruyères. Marcel et Gabriel, les fondateurs et actionnaires, laissent la direction de la société à un directeur salarié qu’ils logent au 10 route des gardes à Meudon.
En 1891, le premier fils de Marcel et Anne Gaupillat (née Bouret), Jean Gaupillat, vient au monde. Devenu adulte, Jean Gaupillat laisse cours à sa passion pour les automobiles de luxe et les courses de vitesse. Mais il s’associe aussi à son père et participe à la vie de la cartoucherie.
La fabrique du 43 bis route de Vaugirard connaît un second souffle durant la Première Guerre mondiale. Entre 1914 et 1918, l’activité de l’établissement Gaupillat est importante : les productions décollent du fait de ces événements. La fabrique emploie aussi bien des hommes, des femmes que des enfants.
En 1919, Marcel Gaupillat obtient l’autorisation d’établir une voie étroite Décauville (voies étroites de 40, 50 ou 60 cm) sur laquelle doit circuler des locomotives et des wagons de petite taille.
L’année suivante, il décide d’agrandir l’usine. La façade est prolongée vers l’ouest jusqu’à la ruelle aux Bœufs. Le bâtiment est flanqué d’un second étage en brique.

### La seconde usine: La Société d’étampage de précision Gaupillat
Cet agrandissement inaugure, en 1928, la création d’une nouvelle société : la Société d’étampage et de précision Gaupillat. C’est Jean Gaupillat qui prend la tête de l’établissement. Ce dernier s’installe dans la partie nouvelle construite de l’usine et la loue à son père, Marcel. Cette nouvelle société se spécialise surtout dans le façonnage à froid des pièces de métal. À l'aide de matrices, on manufacture des pièces de métal afin de leur donner des formes et des dimensions déterminées. C’est ainsi que la fabrique Gaupillat va se mettre à fabriquer des boulons, des tuyaux de robinet ou encore des étuis publicitaires.
En 1934, la passion de Jean Gaupillat pour les voitures de courses lui est fatale. Il meurt, à l’âge de 43 ans, lors d’une course du Grand Prix automobile de Dieppe.
Marcel Gaupillat reprend les affaires de la société d’étampage mais, en 1935, il connaît un nouveau coup dur. L’entreprise connaît des difficultés financières du fait du départ d’un de leurs plus gros clients : la firme Citroën. Les établissements Gaupillat ne s’en remettent pas et sont rachetés par la Société Française des Munitions de Chasse, de Tir et de Guerre, détenue en majorité par les Gévelot.
En 1939, Marcel Gaupillat s’éteint et avec lui le dernier des Gaupillat. Devenues firmes des entreprises Gévelot, les sociétés Marcel Gaupillat et de la Société d’étampage de précision n’en continuent pas moins leurs activités. La Seconde Guerre mondiale éclate et le quartier du Bas-Meudon est épargné jusqu’en 1942. 
Durant la guerre des tranchées abris sont construites afin de protéger les productions mais aussi de veiller à d’éventuelles explosions. L'aviation alliée bombarde le quartier le 3 mars 1942. C’est Renault qui est visé mais malheureusement le quartier subi des dégâts et on décompte 6 morts. La division Leclerc entre dans Meudon le 25 août 1944 et libère la ville.
Les difficultés commencent à la sortie de la guerre. La société d’étampage se retire du syndicat des professionnels de la forge car les cotisations basées sur le chiffre d’affaires favorisent les entreprises qui travaillent l’acier. 
Dans les années 1950, les activités de la Société d’étampage se diversifient et les ateliers du Bas-Meudon produisent des pièces brutes matricées et des produits finis d’usinage comme les robinets pour bouteille de butane. Durant cette période, près de 300 ouvriers sont employés mais les conditions sont difficiles et l’établissement connaît de nombreuses grèves.
Les années suivantes sonnent le glas de la Société d’étampage. Dans les années 1990, l’effectif n’est plus que d’une soixantaine d’employés. Sous la pression d’un plan d’urbanisation, datant de 1996, la fabrique du 43 bis route de Vaugirard doit fermer ses portes. 
Le 31 décembre 1997, la fabrique cesse définitivement ses activités. Les dernières machines sont déménagées le 30 juin 1998. 160 ans d’histoire de la famille Gaupillat se referme avec elle.
En mai 2011, la Fabrique Gaupillat est entièrement démolie.